# Lucas Gregorowicz

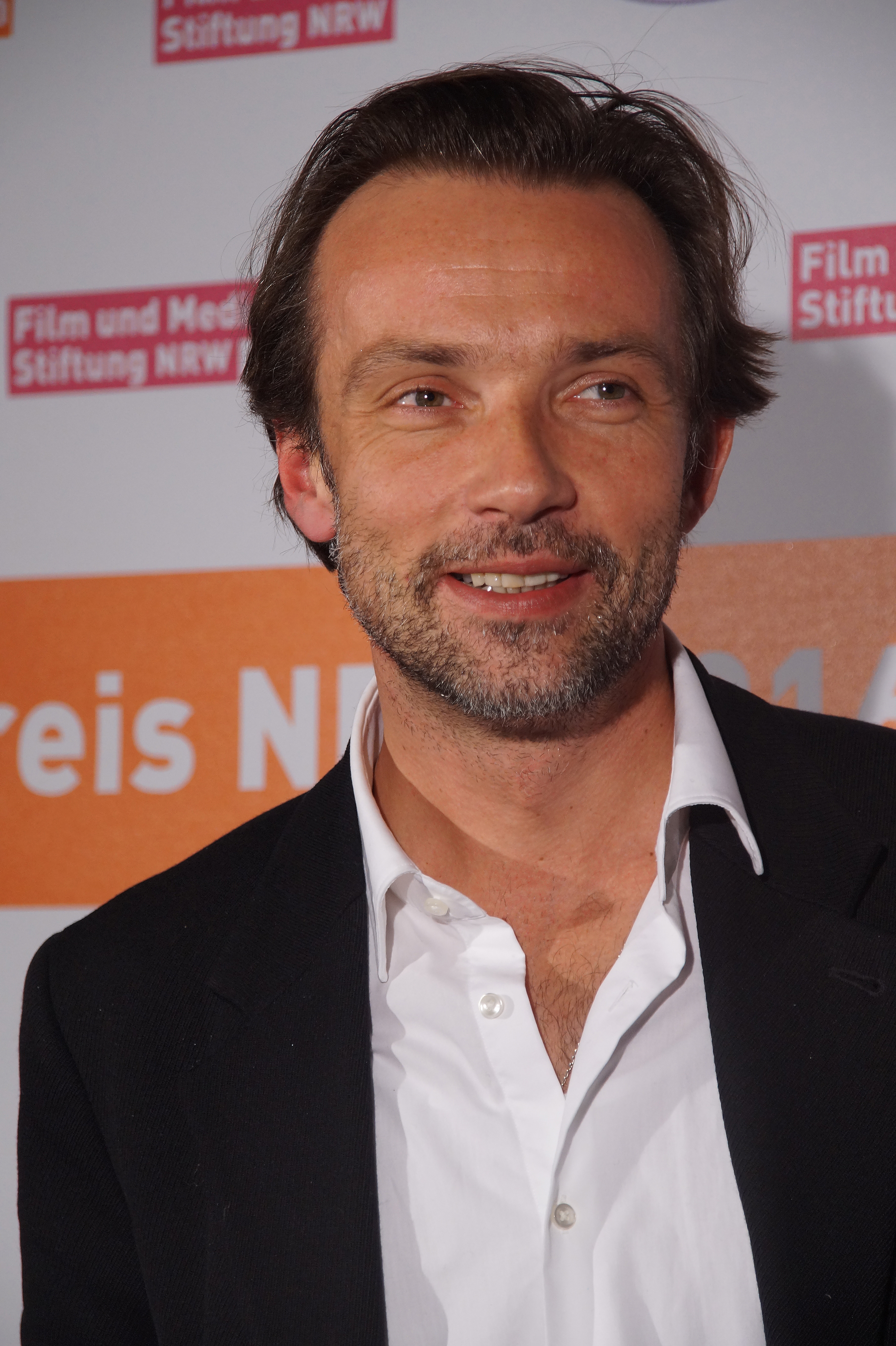
Lucas Gregorowicz (2016)

Lucas Gregorowicz (* 31. August 1976 in London) ist ein deutsch-polnischer Schauspieler. Er wurde durch seine Hauptrolle im Kinofilm Lammbock – Alles in Handarbeit sowie die Darstellung des Kriminalhauptkommissars Adam Raczek in der Fernsehreihe Polizeiruf 110 bekannt.

## Leben
Gregorowicz’ Vater lebte zum Zeitpunkt seiner Geburt als Gastarbeiter in England, wo ihn seine hochschwangere Frau besuchte. Weil die Ärzte von der Rückreise nach Polen abrieten, wurde Gregorowicz in London geboren. Ursprünglich wollte sein Vater anschließend in die USA auswandern, die Mutter bestand jedoch darauf, in die Heimat zurückzukehren. Über Polen, wo Gregorowicz schließlich bis zum Alter von zehn Jahren in Bydgoszcz aufwuchs, sagt er selbst, es sei seine „romantisierte Heimat mit einer guten Kindheit“ gewesen. 1986 wanderte die Familie nach Bochum aus.
Gregorowicz war von 2013 bis 2020 mit der Schauspielerin Adina Vetter verheiratet. Ende 2023 machte Anna Maria Mühe ihre Beziehung mit Gregorowicz öffentlich. Das Paar lebt in Berlin.

## Karriere

### Ausbildung und Theater
Gregorowicz absolvierte von 1996 bis 2000 seine Schauspielausbildung an der Westfälischen Schauspielschule Bochum. Von 1997 bis 2005 war er am Schauspielhaus Bochum festes Ensemblemitglied. 1999 spielte er dort unter der Regie von Leander Haußmann in William Shakespeares Viel Lärm um nichts und 2004 unter der Regie von Matthias Hartmann in Christian Krachts 1979. Es schlossen sich Gastengagements am Schauspielhaus Zürich (2005), am Theater am Kurfürstendamm (2005/06) und am Schauspiel Köln (2007) an. Von 2010 bis 2016 spielte er am Wiener Burgtheater. 

### Film und Fernsehen
Seit der Jahrtausendwende steht Gregorowicz auch als Schauspieler vor der Kamera und wirkte bislang in mehr als 70 Film- und Fernsehproduktionen mit, seine ersten Rollen hatte er in einzelnen Episoden der Krimiserien Die Motorradcops, Die Wache und Adelheid und ihre Mörder. Sein Filmdebüt gab er an der Seite von Moritz Bleibtreu in Christian Züberts Lammbock – Alles in Handarbeit in der Rolle des unentschlossenen Jurastudenten und Pizzabäckers Stefan, die er 2017 in der Fortsetzung Lommbock erneut spielte. Rollen in Vivian Naefes So schnell du kannst und Sönke Wortmanns Das Wunder von Bern folgten. 2004 spielte er in Cattolica von Rudolph Jula den hedonistischen Stefan, dessen Leben sich durch die Begegnung mit einem Fremden schlagartig verändert. Von 2004 bis 2006 war er in der Mysteryserie 4 gegen Z als Jona zu sehen. 2005 spielte er im historischen ZDF-Zweiteiler Sterne über Madeira die Hauptrolle des Johannes von Greifenberg, dem jüngsten Sohn der angesehensten Weinbauerfamilie Madeiras. 2007 besetzte ihn Matthias Tiefenbacher neben Günther Maria Halmer und Jutta Speidel in der Weihnachtskomödie Oh Tannenbaum als homosexuellen David Soost. 2009 trat Gregorowicz als Gitarrist der Band Bad Boy Boogiez in Fatih Akins Soul Kitchen auf. 2013 verkörperte er im Dreiteiler Unsere Mütter, unsere Väter einen Partisanenführer und sprach darin überwiegend Polnisch.
Ab 2015 spielte Gregorowicz als Kriminalhauptkommissar Adam Raczek in der Fernsehreihe Polizeiruf 110 für den Rundfunk Berlin-Brandenburg. Bis 2020 bildete er mit Maria Simon, die die Rolle der Olga Lenski übernahm, ein polnisch-deutsches Kommissarduo. Nach dem Serienausstieg Simons setzte er die Rolle von 2021 bis zu seiner letzten Episode Abgrund, die am 11. Dezember 2022 ausgestrahlt wurde, mit André Kaczmarczyk als Vincent Ross fort.
Von 2015 bis 2016 übernahm Gregorowicz als Lobbyist Bertram „Berti“ Selig eine der Serienhauptrollen in der österreichischen Fernsehserie Vorstadtweiber. In der von 2017 bis 2018 produzierten deutsch-österreichischen Fernsehserie Der Pass nahm er die Rolle des Journalisten Charles Turec ein. Im Januar 2024 war er an der Seite von Karoline Schuch, Felix Kramer und Jan Krauter in der ersten Staffel der internationalen ARD-Mystery-Serie Oderbruch in einer durchgehenden Serienhauptrolle als polnischer Kripobeamter Stanisław Zajak zu sehen. 2025 spielte er in mehreren Folgen der ARD-Anwaltsserie Die Kanzlei den eifersüchtigen Kommissar Geldermann, der seiner Ex-Frau Barbara (Esther Schweins) nach Hamburg nachzieht. Im selben Jahr gastierte er neben seiner Lebensgefährtin Anna Maria Mühe in der Netflix-Serie Totenfrau. 

## Filmografie

### Filme
- 1997: Es geschah am hellichten Tag
- 2001: Lammbock – Alles in Handarbeit
- 2001: Herz
- 2002: Solino
- 2002: So schnell du kannst
- 2003: Verrückt ist auch normal
- 2003: Das Wunder von Bern
- 2004: Sterne über Madeira (Zweiteiler)
- 2004: Sugar Orange
- 2004: Cattolica
- 2004: Aus der Tiefe des Raumes
- 2005: Gegen jedes Risiko
- 2006: Goldene Zeiten
- 2006: Mutig in die neuen Zeiten – Nur keine Wellen
- 2006: Vater Undercover – Im Auftrag der Familie
- 2007: Teufelsbraten (Fernsehzweiteiler, 2 Folgen)
- 2007: Alma ermittelt – Tango und Tod
- 2007: Oh Tannenbaum
- 2008: Hardcover
- 2008: Chiko
- 2009: Soul Kitchen
- 2010: Hochzeitspolka
- 2010: Kein Geist für alle Fälle
- 2010: Liebe und andere Delikatessen
- 2011: Nina sieht es ...!!!
- 2011: Gelobtes Land (Vierteiler)
- 2013: Unsere Mütter, unsere Väter (Dreiteiler)
- 2014: Die Pilgerin (Zweiteiler)
- 2014: Clara Immerwahr
- 2016: Schrotten!
- 2017: Lommbock
- 2017: Sommerfest
- 2018: Passagier 23 – Verschwunden auf hoher See
- 2019: Papa hat keinen Plan
- 2019: Der letzte Bulle
- 2020: Enfant Terrible
- 2020: Der Kommissar und die Wut
- 2021: Die Zukunft ist ein einsamer Ort
- 2021: Mord in der Familie – Der Zauberwürfel (Zweiteiler)
- 2024: Cranko
- 2024: Woodwalkers

### Fernsehserien und -reihen
- 2000: Die Motorradcops: Hart am Limit (Folge: Amok)
- 2000: Die Wache (Folge: Golden Delicious)
- 2000: Adelheid und ihre Mörder (Folge: Ein paar Volt zuviel)
- 2002: SK Kölsch (Folge: Gefallene Engel)
- 2004: Stubbe – Von Fall zu Fall – Tödliches Schweigen (Fernsehreihe)
- 2005–2007: 4 gegen Z (40 Folgen)
- 2005: Utta Danella – Eine Liebe in Venedig (Fernsehreihe)
- 2005: Mutig in die neuen Zeiten – Im Reich der Reblaus (Fernsehreihe)
- 2006: Rosamunde Pilcher – Die Muschelsucher (Fernsehreihe)
- 2007: Notruf Hafenkante (Fernsehserie, Folge Liebeswahn)
- 2007: Lutter: Essen is’ fertig (Fernsehreihe)
- 2007: Lutter: Um jeden Preis
- 2007: Kommissar Stolberg (Folge: Der Sonnenkönig)
- 2008: Wir sind das Volk – Liebe kennt keine Grenzen
- 2009: Tatort: Schweinegeld (Fernsehreihe)
- 2010: KDD – Kriminaldauerdienst (2 Folgen)
- 2014: Schmidt – Chaos auf Rezept (8 Folgen)
- 2014: Zorn – Tod und Regen (Fernsehreihe)
- 2015–2016: Vorstadtweiber (20 Folgen)
- 2015: Der Kriminalist (Folge: Treu bis in den Tod)
- 2015–2022: Polizeiruf 110 → siehe Polizeiruf 110 (Świecko)
- 2016: Stralsund – Schutzlos (Fernsehreihe)
- 2016: Stralsund – Vergeltung
- 2017: SS-GB (4 Folgen)
- 2018: Der Pass (8 Folgen)
- 2019: The Mallorca Files (Folge: Doppeltes Spiel)
- 2021: Charlotte Link – Die Suche (Fernsehreihe)
- 2022: Lauchhammer – Tod in der Lausitz (6 Folgen)
- 2024: Oderbruch (7 Folgen)
- 2024: Tatort: Fährmann (Fernsehreihe)
- 2024–2025: Die Augenzeugen (4 Folgen)
- 2025: Die Kanzlei (Folgen: Altes Eisen, Ohne Folgen, Falsche Wege)
- 2025: Totenfrau (Folge: Du wirst brennen)

## Auszeichnungen
- 2003: DIVA – Deutscher Entertainment Preis